# Квічаль довгодзьобий
Квіча́ль довгодзьобий (Zoothera marginata) — вид горобцеподібних птахів родини дроздових (Turdidae). Мешкає в Гімалаях і Південно-Східній Азії.

## Опис
Довжина птаха становить 24-25 см, вага 80 г. Голова темно-коричнева, крила рудувато-коричневі. Дзьоб довгий, хвіст короткий. Від дзьобі до очей ідуть світлі смуги, навколо очей білі кільця, підборіддя і горло білуваті. Скроні темні зі світлими плямами. Груди і боки поцятковані лускоподібним візерунком. Крик — серія монотонних тонких посвистів.

## Поширення і екологія
Довгодзьобі квічалі мешкають в Індії, Непалі, Бутані, Китаї, М'янмі, Бангладеш, Таїланді, В'єтнамі, Лаосі і Камбоджі. Вони живуть у вологих гірських і рівнинних тропічних лісах, в чагарникових і бамбукових заростях, поблизу річок і озер. Зустрічаються на висоті від 750 до 2570 м над рівнем моря. Живляться безхребетними, яких шукають в ґрунті. Сезон розмноження триває з травня по серпень. Гніздо чашоподібне, зроблене з моху, встелене корінціями і рослинними волокнами, розміщується на дереві, на висоті до 5 м над землею. В кладці 3-4 яйця.